# Seleção Marshallesa de Futebol
A Seleção Marshallesa de Futebol representa as Ilhas Marshall nas competições de futebol. Ela é controlada pela Federação de Futebol das Ilhas Marshall. Espera tornar-se membro da OFC e da FIFA nos próximos anos e competir em competições oficiais de ambas as entidades. Em uma entrevista de outubro de 2023 à Associated Press, o Diretor Técnico Lloyd Owers afirmou que a associação mantinha todas as opções em aberto, incluindo a adesão à Confederação Asiática de Futebol.

## Resultados recentes

### 2025
| 14 de agosto de 2025 Outrigger Challenge Cup | Ilhas Marshall | 0–4 | Ilhas Virgens Americanas                            | Springdale, Estados Unidos                |  |
|                                              |                |     | - Joseph 3', 42' (pen.), 61' - Catone-Highfield 80' | Estádio: Jarrell Williams Bulldog Stadium |  |

| 16 de agosto de 2025 Outrigger Challenge Cup | Ilhas Marshall | v | Turcas e Caicos | Springdale, Estados Unidos |  |
|                                              |                |   |                 |                            |  |